# Rainer Stephan
Rainer Stephan (* 16. Mai 1948 in Bonn) ist ein deutscher Autor, Journalist und Regisseur.

## Leben
Nach dem Abitur in München 1967 studierte Stephan von 1967 bis 1979 Jura und Germanistik in München und Freiburg. Mit einer Untersuchung über Ludwig Ganghofers Romane promovierte er in Germanistik zum Dr. phil. Stephan, der seit 1980 der Redaktion der Süddeutschen Zeitung angehört, verfasste neben seinen journalistischen Arbeiten unter anderem politisch-satirische Romane. Daneben ist er als Regisseur und Bearbeiter von Theaterprojekten tätig. Im Jahr 2000 realisierte er gemeinsam mit Viola Milberg die erste szenische Gesamtlesung von Karl Kraus’ dramatischem Hauptwerk Die letzten Tage der Menschheit.
1999 war Stephan einer der ersten Kritiker von Peter Sloterdijks Regeln für den Menschenpark, in denen er eine „ungeheuerliche Interpretation und Fortschreibung von Heideggers Humanismusbrief“ sah.

## Werke
- Der bayerisch-österreichische Krieg 1987. Haffmans, Zürich 1988, ISBN 3-251-00133-7.
- Das Streiflichtbuch (mit Axel Hacke, Claus Heinrich Meyer, Herbert Riehl-Heyse, Hermann Unterstöger). Kunstmann, München 1994, ISBN 3888970849.
- Lokalderby. Eichborn, Frankfurt am Main 1998, ISBN 3-8218-0574-9.
- Der Kanzler. Eichborn, Frankfurt am Main 1998, ISBN 3-8218-0807-1.
- Das neue Streiflichtbuch (mit Axel Hacke, Claus Heinrich Meyer, Herbert Riehl-Heyse, Hermann Unterstöger). Kunstmann, München 2000, ISBN 3888972361.
- Gebrauchsanweisung für das Elsaß. Piper, München; Zürich 2004, ISBN 3-492-27509-5.
- unter dem Pseudonym Adrian Seidelbast: Gebrauchsanweisung für Salzburg und das Salzburger Land. Piper, München; Zürich 2006, ISBN 978-3-492-275484.
- Gebrauchsanweisung für den Gardasee. Piper, München; Zürich 2007, ISBN 978-3-492-27540-8.
- Gebrauchsanweisung für den Vatikan. Piper, München; Zürich 2009, ISBN 978-3-492-275491.